# Circasia (Quindío)
Circasia es un municipio ubicado en el norte del departamento del Quindío, Colombia. Está localizado a 7 km al norte de la capital del departamento, Armenia, hace parte del área metropolitana de la misma.
Circasia fue fundado el 10 de agosto de 1884 por Javier Arias. Se convirtió en municipio en 1906 cuando se separó de Filandia. En 2005 tenía una población estimada de 28 800 habitantes, de los cuales 20 100 residen en la zona urbana principal. El municipio se encuentra junto a la Autopista del Café, lo que facilita su conexión vial con la capital del departamento. Hay una carretera asfaltada al suroeste de Montenegro, que pasa a través de la mayor parte del área rural del municipio. También hay una carretera mal mantenida al norte de Filandia, que desciende para cruzar el río Roble en un punto conocido como el Paso de los Aguadeños. Sin embargo, todo el transporte público a Filandia usa la carretera principal.
Circasia es conocida por su Cementerio Libre, ubicado en las afueras del municipio en la carretera hacia Montenegro. Fue fundado en 1933 por Braulio Botero como un lugar en el que cualquier persona podía ser enterrada, independientemente de sus creencias religiosas. El cementerio es ahora un símbolo de libertad e igualdad.

## Etimología
El nombre del municipio de Circasia está basado en la región del mismo nombre (Circasia), ubicada al norte del Cáucaso (Europa del Este) y cercana a la orilla noreste del Mar Negro.
El impacto mundial de los acontecimientos sucedidos en los imperios europeos y asiáticos durante el siglo XIX trascendió las fronteras, llegando a América y por ende a Colombia, por lo cual era frecuente que los antioqueños usaran los nombres de dichas regiones para designar los territorios colonizados y recién fundados.

## Historia
Su fundación se realizó el 10 de agosto de 1884, mediante la escritura 47 de la notaría de Salento, en la cual Isidoro Henao y Rafael Marín pusieron a disposición un lote de terreno de su propiedad, ubicado en el paraje de La Plancha, a quienes desearan hacer una nueva población denominada Circasia.
Las condiciones que se establecieron en la escritura por parte de los oferentes fueron: a) que por lo menos 20 colonos se reunieran y nombraran una Junta Pobladora que fuera el representante legítimo de los intereses de la comunidad; b) que la Junta expidiera sus estatutos y los acuerdos necesarios para la buena marcha del poblado; c) que se pagara a Isidoro Henao la suma de $1.400 pesos por concepto de lote y que se otorgaran solares sin costo a Isidoro Henao, Rafael Marín, Paulo Emilio Mora y Julián Mora; d) que el presidente de la Junta otorgara los títulos de propiedad a los vecinos; y e) que si la Junta no cumpliere con las condiciones, el lote volviera a ser propiedad de Isidoro Henao, con excepción de los solares pagados o mejorados con casa de habitación.
Los primeros habitantes de Circasia llegaron de Salento, Filandia, Pereira, y pueblos del sur de Antioquia, en el proceso migratorio reconocido como la Colonización Antioqueña. Entre ellos: José Epitacio Marín, Juan de J. Marín, Elisio Marín, José María Arias, Javier Arias, Jesús María Arias, Marcos Arias, Gregorio Arias, Alejandro Arias, Martín Duque, Policarpo Muñoz, León Muñoz, Isidoro Henao, Darío Henao, Belisario Henao, Jesús Henao, José Ignacio Henao, Juan Cardona, Antonio Sánchez, Antonio María Hoyos, Modesto Buitrago, Samuel Buitrago, Evaristo Zapata, José María Hincapié, Roque Marín, Abdón Vallejo, Diego Gálvez y Benedicto Cifuentes, quienes conformaron la Junta Agraria y Pobladora y son reconocidos como fundadores de la población. 
Fue erigida como corregimiento del municipio de Salento entre 1889 y 1891 y permaneció anexo a este hasta el 24 de julio de 1894, cuando fue integrada como corregimiento al Distrito de Filandia, mediante la Ordenanza 31, emanada de la Asamblea Departamental del Cauca.
El 8 de diciembre de 1906 Circasia fue creada como municipio, mediante el Decreto 1477, expedido por el Presidente de la República de la época, el General Rafael Reyes Prieto, hecho particular, debido a que la mayoría de los municipios del país eran creados por las Asambleas Departamentales.

## Geografía

### Localización
| Noroeste: Filandia         | Norte: Filandia | Nordeste: Salento        |
| Oeste: Quimbaya Montenegro |                 | Este: Salento            |
| Suroeste: Montenegro       | Sur: Armenia    | Sureste: Calarcá Armenia |

## División Político-Administrativa
Además de su Cabecera municipal. Circasia tiene bajo su jurisdicción los siguientes Centros poblados:
- El Congal
- El Planazo
- El Triunfo
- Hacienda Horizontes
- La Dieciocho - Guayabal
- La Cabaña
- La Cristalina
- La Frontera
- La Julia
- La Pola
- La Siria
- Piamonte
- Santa Rita
- Villa Ligia
- Villarazo - San Luis

## Economía y turismo
Al encontrarse en la zona cafetera de Colombia, uno de los principales renglones económicos de Circasia es el cultivo del café. También se producen otro tipo de cultivos como la yuca y la papa. En los últimos años, Circasia se ha convertido en uno de los atractivos turísticos más importantes del Quindío. El parque principal del municipio alberga una gran cantidad de locales comerciales y existen algunos sitios atractivos para el turista, como el Cementerio Libre, la Reserva Natural Bremen y el Mirador Alto de la Cruz.

## Servicios públicos
- Energía Eléctrica: Empresa de Energía del Quindío (EDEQ), del grupo EPM, es la empresa prestadora del servicio de energía eléctrica.
- Gas Natural: Efigas es la empresa distribuidora y comercializadora de gas natural en el municipio.

## Galería
|                         |
| Mirador Alto de la Cruz |

|                             |
| Entrada al Cementerio Libre |

|                               |
| Interior del Cementerio Libre |

|                                               |
| Casas coloniales utilizadas para el comercio. |